# Owlcat Games
Owlcat Games — студия разработки компьютерных игр. Основана в Москве, в 2016 году. Штаб-квартира компании расположена в Никосии, также офис есть и в Армении. Owlcat Games специализируется на создании масштабных изометрических компьютерных ролевых игр. Студия известна разработкой игр по вселенной настольной ролевой игры Pathfinder — Pathfinder: Kingmaker и Pathfinder: Wrath of the Righteous.

## История

### Основание студии
Студия была основана 8 июня 2016 года как подразделение My.Games, компании, входящей в состав Mail.ru Group.. Ядро студии сформировали выходцы из Nival Interactive, часть которой Mail.Ru Group приобрела в 2010 году и переименовала в Allods Team. До создания собственной студии разработчики работали над различными проектами, включая «Аллоды: Печать тайны», Silent Storm, «Аллоды Онлайн» и Skyforge. Руководитель студии Олег Шпильчевский в интервью сайту Gamesindustry.biz объяснял создание собственной студии усталостью от массовых многопользовательских игр; его команда на протяжении более чем десяти лет работала над играми «Аллоды Онлайн» и Skyforge и хотела попробовать что-то новое — создать игру, рассчитанную на одного игрока.

### Pathfinder: Kingmaker
За основу своей первой игры команда взяла настольную ролевую систему Pathfinder компании Paizo Publishing. Разработка игры Pathfinder: Kingmaker началась в июне 2016 года. Над игрой работало около 30 человек. Американский геймдизайнер и сценарист Крис Авеллон работал над игрой вместе с Owlcat; он отмечал, что сотрудники студии сами много играли в настольную Pathfinder и переносили в компьютерную игру идеи, выработанные во время этих партий — это отчасти привлекло его к проекту. Авеллон сам использовал тот же самый подход во времена работы в Black Isle Studios над отменённой Van Buren. 6 июня 2017 года была запущена кампания по сбору средств на Kickstarter, которую поддержали 18351 человек. Всего было собрано 909 057 долларов США. Первая презентация Pathfinder: Kingmaker состоялась в Сиэтле, на конвенте PaizoCon 2017.
Игра вышла 25 сентября 2018 года, издателем выступила Koch Media под своим издательским брендом Deep Silver. Pathfinder: Kingmaker получила преимущественно положительные оценки (73 балла на сайте Metacritic). В 2021 году проданный тираж игры на всех платформах достиг миллиона копий.

### Pathfinder: Wrath of the Righteous
В октябре 2019 года Owlcat Games отделилась от родительской компании My.Games, став независимой студией. Студия получила инвестиции в размере 1 миллиона долларов от инвестиционной компании GEM Capital и неназванную сумму от Mail.Ru Games Ventures — инвестиционного подразделения My.Games. Полученные деньги позволили ей переехать в новый офис.
Pathfinder: Wrath of the Righteous, вторая игра студии, также основанная на Pathfinder, была анонсирована 4 декабря 2019 года Разработчики отметили, что новая часть не будет являться прямым продолжением Kingmaker, а также обратили внимание на более серьёзный и мрачный тон новой игры.. 4 февраля 2020 года началась Kickstarter-кампания Wrath of the Righteous. Необходимая минимальная сумма в размере 300 000 долларов США была собрана менее чем за сутки; всего кампанию поддержали 35092 человека, вложив в проект 2 054 339 долларов. Проект вошел в топ-20 самых успешно профинансированных игр на Кикстартере и в топ-3 самых профинансированных игровых проектов в 2020 году. Игра была выпущена 2 сентября 2021 года.
В 2020 году, когда Крис Авеллон из-за обвинений в сексуальных домогательствах стал нежелательной персоной в индустрии, и ряд других студий немедленно разорвал с ним отношения, руководители Owlcat Games объявили, что «шокированы» обвинениями, но воздержатся от поспешных действий.

## Игры студии
| Год  | Название                           | Платформа(ы)                                                            | Издатель                      |
| ---- | ---------------------------------- | ----------------------------------------------------------------------- | ----------------------------- |
| 2018 | Pathfinder: Kingmaker              | Windows, macOS, Xbox One, PlayStation 4, Linux                          | Deep Silver                   |
| 2021 | Pathfinder: Wrath of the Righteous | Windows, macOS, Xbox One, PlayStation 4, Nintendo Switch, PlayStation 5 | Meta Publishing, Owlcat Games |
| 2023 | Warhammer 40,000: Rogue Trader     | Windows, PlayStation 5, Xbox Series X/S                                 | Owlcat Games                  |
| TBA  | Warhammer 40,000: Dark Heresy      | Windows, PlayStation 5, Xbox Series X/S                                 | Owlcat Games                  |
| TBA  | The Expanse: Osiris Reborn         | Windows, PlayStation 5, Xbox Series X/S                                 | Owlcat Games                  |